# Комоєдов Володимир Петрович
Володимир Петрович Комоєдов  (14 серпня 1950, Нікополь, УРСР) — російський політичний і військово-морський діяч. Командувач Чорноморським флотом ВМФ Росії (1998—2002). Депутат Законодавчих зборів Пермського краю, член фракції КПРФ.

## Біографія
Народився 14 серпня 1950 року в місті Нікополі Дніпропетровської області Української РСР в сім'ї робітника.
Закінчив Вище військово-морське училище імені М. В. Фрунзе (1967—1972), Вищі спеціальні офіцерські класи ВМФ (1976—1977), Військово-морську академію імені Маршала Радянського Союзу А. А. Гречко (1983—1985), Військову академію Генерального штабу Збройних Сил (1990—1992).
Командир мінно-торпедної бойової частини малого протичовнового корабля «МПК-85» (08.1972-1973), помічник командира сторожового корабля (1973—1974), командир малого протичовнового корабля «МПК-150» (1974-08.1976), командир малого протичовнового корабля (08.1977-1979), начальник штабу (1979—1981) і командир (1981-08.1983) дивізіону малих протичовнових кораблів, начальник штабу бригади протичовнових кораблів, командир бригади кораблів охорони водного району (07.1985-1987), начальник штабу Балтійської військово-морської бази (1987—1989), командир дивізії протичовнових кораблів (1989-08.1990), командир Балтійської ескадри різнорідних сил (06.1992-09.1994), командир Балтійської військово-морської бази (09.1994-04.1995), начальник штабу — 1-й заступник командувача Балтійським флотом (04.1996-08.1997), 1-й заступник командувача Північним флотом (08.1997-07.1998), командувач Чорноморським флотом (07.1998-10.2002)]], в розпорядженні Міністра оборони РФ (10.2002-2004).
У 2007 році був обраний депутатом Державної думи V скликання за виборчим списком КПРФ в Ленінградської області. Увійшов до складу Фракція КПРФ у Державній думі V скликання|фракції КПРФ. Член Державного комітету з оборони, член комісії з розгляду витрат федерального бюджету, спрямованих на забезпечення оборони і державної безпеки РФ.
У березні 2009 року очолив передвиборчий список КПРФ на виборах в Держрада Татарстану. КПРФ за офіційними даними отримала 11,15 % голосів, посівши друге місце після «Єдиної Росії» c 79,31 %. В результаті КПРФ отримала шість депутатських мандатів. Після закінчення виборів написав заяву про вихід з виборчого списку, передавши своє місце колишньому директору ВАТ «Домобудівний комбінат» Рафаїлу Нурутдінову.
9 липня 2011 року XI (позачерговим) з'їздом Загальноросійського громадського руху «На підтримку армії, оборонної промисловості та військової науки» обрано головою руху, змінивши на цій посаді В. І. Ілюхіна. Раніше, в лютому того ж року, на процесі «військового трибуналу Загальноросійського офіцерського зібрання у справі про протиправну і руйнівної діяльності В. Путіна», де Ілюхін В. І. виступав в якості головного обвинувача, останній назвав Володимира Комоєдова в числі «кращих, найбільш авторитетних, талановитих воєначальників»
На парламентських виборах 2016 року очолив партійний список КПРФ по Криму, Севастополю і Калінінградській області, список КПРФ в Пермський парламент і був висунутий в одномандатному окрузі Севастополя. Його довіреною особою став колишній мер Москви Юрій Лужков. За підсумками виборів в окрузі набрав 24504 голосів і посів третє місце, поступившись представникам «Єдиної Росії» і «Партії Роста» Дмитру Бєлику та Олегу Ніколаєву. За підсумками виборів в Пермському краї отримав мандат депутата.
Одружений, має доньку.

## Нагороди та звання
- Орден «За заслуги перед Вітчизною» IV ступеня,
- Орден «За військові заслуги»,
- Орден «За службу Батьківщині в Збройних Силах СРСР» III ступеня,
- Український орден Богдана Хмельницького III ступеня (12 серпня 2000

Присвоєння військових звань:
- Капітан-лейтенант (1976, достроково),
- Контр-адмірал (1992),
- Віце-адмірал (1994),
- Адмірал (1999).